# Femke Bol
Femke Bol (Amersfoort, 23 de febrer de 2000) és una atleta neerlandesa especialitzada en els 400 i 400 metres tanques. Ha participat en 2 Olimpíades guanyant 4 medalles, 1 de les quals d'or en la prova dels 4x400m relleus mixt dels Jocs Olímpics de París. A més, ha guanyat 4 medalles (2 d'or) en els Campionats del Món i 6 medalles (5 d'or) en els Campionats d'Europa.
Actualment té el rècord d'Europa en els 400 metres tanques i en els 4x400m relleus mixt, així com el rècord nacional en el 4x400m relleus femení. També ostenta el rècord del món en els 400 metres llisos en pista coberta i el rècord nacional dels Països Baixos en els 200 metres llisos.

## Biografia
Femke Bol va guanyar el títol de 400 m tanques al Campionat d'Europa d'atletisme júnior de 2019. Al Campionat del Món d'Atletisme de Doha 2019 va arribar a les semifinals dels 400 metres tanques i va establir un nou rècord europeu juvenil en 55,32 s. També va arribar a la final dels 4 × 400 metres relleus, en la qual va acabar en setena posició.
El juliol de 2020, a Arnhem, va establir un nou rècord holandès dels 400 m tanques en 53,79 s. Després va guanyar la Bauhaus-Galan 2020 (54,68 s), segona etapa de la Diamond League 2020 després de l'etapa de Roma (53,90 s).

### Medalla de bronze olímpica i rècord europeu (2021)
El 30 de gener de 2021, en la seva remuntada, a Viena va batre l'antic rècord nacional en pista coberta en els 400 m, amb un temps de 50,96 s. La setmana següent, a Metz, va confirmar-lo amb un temps de 50,81 s. Bol encara va millorar el rècord nacional dels 400 metres en pista coberta femenins, amb un temps de 50,64 s, als Campionats Nacionals de pista coberta a Apeldoorn, el 21 de febrer d'aquell any. Al Campionat d'Europa d'atletisme en pista coberta de Toruń va guanyar la medalla d'or en els 400 metres i el títol dels 4×400 metres relleus.
El juliol de 2021 a Estocolm, Bol va guanyar els 400 m tanques en 52,37 s, batent el rècord del campionat i establint un nou rècord nacional en la disciplina. Aleshores es va convertir en la quarta millor corredora de tots els temps i la segona europea de la història, darrere de la russa Yuliya Pechenkina, que des del 2003 ostentava el rècord europeu amb 52,34 s. Als Jocs Olímpics de Tòquio d'agost, Bol va guanyar la medalla de bronze amb un temps de 52,03 s, un nou rècord europeu, darrere de les americanes Sydney McLaughlin i Dalilah Muhammad, que van establir respectivament un nou rècord mundial en 51,46 s i la segona millor actuació de tots els temps amb 51,58 s. Amb aquest temps, Femke Bol es va convertir, amb només 21 anys, en la tercera millor corredora de tots els temps en aquesta disciplina. El 9 de setembre de 2021, a la Zürich Weltklasse va guanyar els 400 m tanques en 52,80 s, establint un nou rècord de la competició, i va guanyar la Diamond League 2021.

### Triplet al Campionat d'Europa (2022)

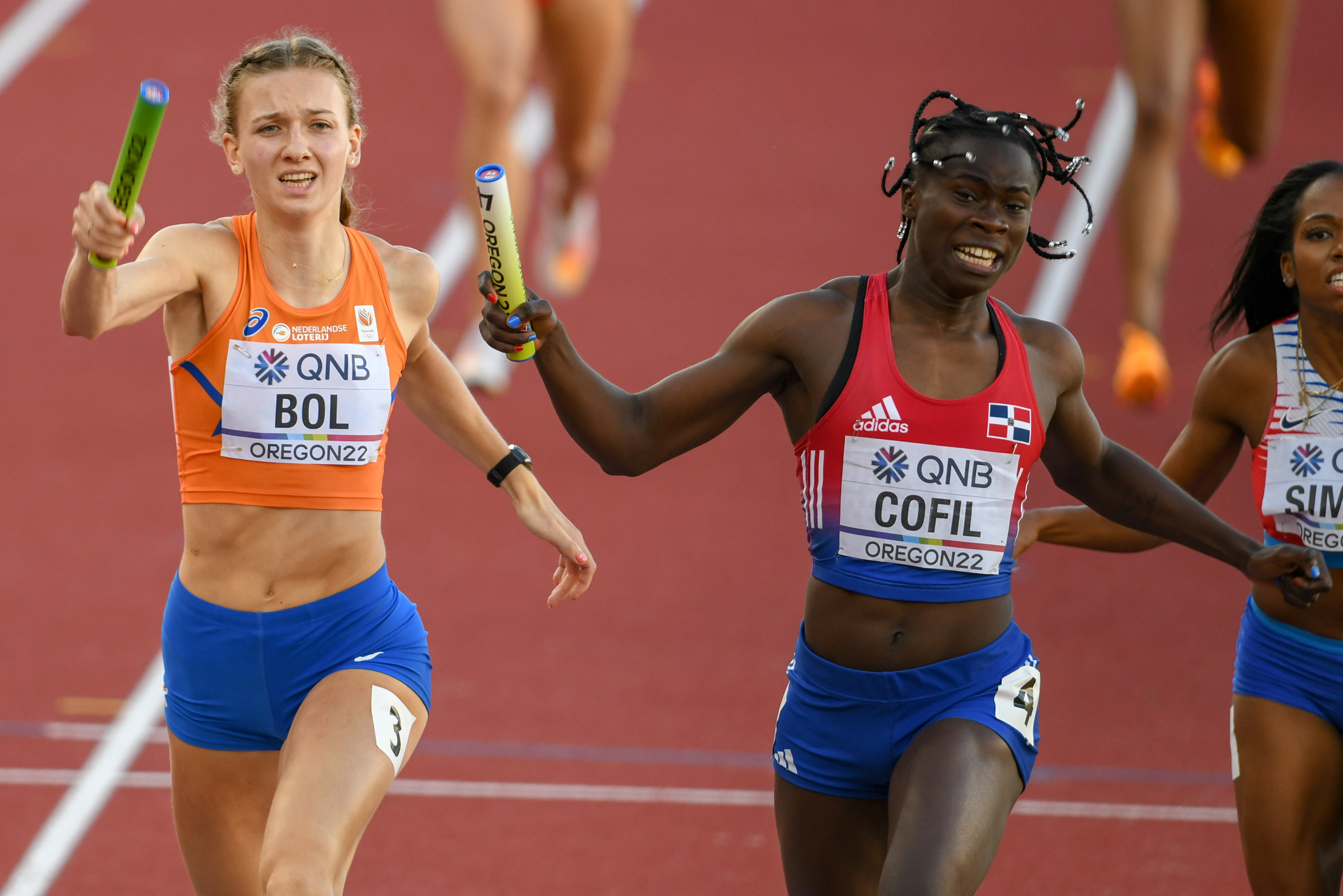
Femke Bol lluitant contra la dominicana Fiordaliza Cofil a la final mixta de 4 × 400 metres del Campionat del món d'atletisme de 2022.

Al Campionat del Món d'atletisme en pista coberta de 2022, celebrat a Belgrad, Femke Bol va quedar segona en la prova dels 400 m, darrere de la bahamenya Shaunae Miller-Uibo, i segona en el relleu de 4 × 400 m, formant equip amb Lieke Klaver, Eveline Saalberg i Lisanne de Witte. El títol se'l va endur l'equip de Jamaica. Uns dies abans d'aquests campionats, havia assolit la seva millor marca personal en els 400 m en pista coberta a Apeldoorn (50,30 s).
A la Diamond League de 2022 va guanyar els 400 m tanques a la reunió de Roma (53,03 s), a la d'Oslo (52,61 s) i a la d'Estocolm (52, 27 s).
Al Campionat del Món d'atletisme de 2022 va guanyar la medalla de plata en el relleu mixt de 4 × 400 metres, formant equip amb Liemarvin Bonevacia, Lieke Klaver i Tony van Diepen, superades pel relleu de la República Dominicana. El juliol de 2022 va guanyar una altra medalla de plata en els 400 m tanques en 52,27 s, molt per darrere de Sydney McLaughlin, que va establir un nou rècord mundial en 50,68 s.
Durant el Campionat d'Europa d'atletisme de 2022 a Múnic, es va convertir en campiona d'Europa en els 400 metres el 17 d'agost de 2022, establint un nou rècord holandès en 49,55 s. Dos dies més tard obtenia un segon títol en els 400 metres tanques en 52,67 s, rècord del campionat d'Europa. El 20 d'agost d'aquell any va afegir l'or al relleu femení de 4 x 400 metres amb els Països Baixos. D'aquesta manera, el 2022 Femke Bol va aconseguir un triplet d'ors en els 400 metres, 400 metres tanques i 4 x 400 metres relleus rotund i sense precedents en la història de l'atletisme. Aquest fet va suposar que obtingués el guardó de la millor atleta europea de l'any 2022.

### Rècord del món més longeu i primers ors al Campionat del Món (2023)
El febrer de 2023, Bol va aconseguir el rècord del món de 400 metres llisos en pista coberta, amb un temps de 49.26 segons al Campionat nacional dels Països Baixos en pista coberta. Així trencava el rècord del món més longeu en pista coberta, que ostentava la txecoslovaca Jarmila Kratochvilova des del 1982.
El 23 de juliol aconseguia el rècord europeu i la tercera millor marca de la història en els 400m tanques, amb un temps de 51.45 segons en la prova de Londres de la Diamond League.
En el Campionat del Món de Budapest, va aconseguir el seu primer or en aquest campionat en la prova dels 400m tanques. També aconseguia l'or en la prova dels 4x400m relleus femení amb una remuntada en la recta final. En la prova dels 4x400m relleus mixt, va patir una caiguda en la recta final, que va suposar l'eliminació de l'equip neerlandès de la prova.

### Dos nous rècords del món i triple medallista olímpica (2024)
El 2024 començava tornant a batre el rècord del món dels 400 metres llisos en pista coberta, amb una marca de 49.24 segons, de nou al Campionat nacional dels Països Baixos en pista coberta. Dues setmanes més tard, ho tornava a aconseguir al Campionat del Món de Glasgow en pista coberta, amb una marca de 49.17 segons.
En el Campionat d'Europa de Roma, Bol aconseguia de nou un triplet de medalles, dues d'or en els 400 metres tanques i el 4x400 relleus femení i la medalla de bronze en el 4x400 relleus mixt. El 14 del juliol, en la competició a la ciutat suïssa de La-Chaux-de-Fonds corria els 400 metres tanques en 50,95 segons, el què suposava un nou rècord d'Europa de l'especialitat.
En els Jocs Olímpics de París, Bol va participar en 3 proves. El 3 d'agost s'emportava la medalla d'or, juntament amb l'equip neerlandès, en la prova dels 4x400m relleus mixt, amb una marca de 3:07.43, el què suposà un nou rècord d'Europa. Uns dies més tard, aconseguia la medalla de bronze en la prova dels 400m tanques, superada per Sydney McLaughlin, fent una marca de rècord del món. Finalment el 10 d'agost tancava la seva participació olímpica amb una nova medalla, aquest cop de plata, en la prova dels 4x400m relleus femení.

### Doble campiona d'Europa en relleus en pista coberta (2025)
El 2025, Femke Bol el va començar anunciant que en la temporada de pista coberta, només competiria en les proves de relleus, deixant les proves individuals. En el Campionat d'Europa de pista coberta d'Apeldoorn, Bol va guanyar dues medalles d'or, en la prova del 4x400m relleus mixt i en el 4x400m relleus femení, aconseguint la tercera victòria consecutiva.

## Marques personals
| Disciplina            | Marca      | Seu               | Data                 |
| --------------------- | ---------- | ----------------- | -------------------- |
| 400m tanques          | 50.95 AR   | La-Chaux-de-Fonds | 14 de juliol de 2024 |
| 400 metres            | 49.17      | Glasgow           | 2 de març de 2024    |
| 4x400m relleus femení | 3:19.50 NR | París             | 10 d'agost de 2024   |
| 4x400m relleus mixt   | 3:07.43 AR | París             | 3 d'agost de 2024    |
| 200 metres llisos     | 22.64      | Metz              | 3 de febrer de 2024  |

## Trajectòria professional
| Jocs Olímpics      | Jocs Olímpics | Jocs Olímpics    | Jocs Olímpics         |
| Any                | Lloc          | Posició          | Prova                 |
| ------------------ | ------------- | ---------------- | --------------------- |
| 2020               | Tòquio        | 3                | 400m tanques          |
| 2020               | Tòquio        | 6a posició       | 4x400m relleus femení |
| 2020               | Tòquio        | 4a posició       | 4x400m relleus mixt   |
| 2024               | París         | 3                | 400m tanques          |
| 2024               | París         | 2                | 4x400m relleus femení |
| 2024               | París         | 1                | 4x400m relleus mixt   |
| Campionat del món  |               |                  |                       |
| 2019               | Doha          | 22a posició (SF) | 400m tanques          |
| 2019               | Doha          | 7a posició       | 4x400m relleus femení |
| 2022               | Eugene        | 2                | 400m tanques          |
| 2022               | Eugene        | DQ (Heats)       | 4x400m relleus femení |
| 2022               | Eugene        | 2                | 4x400m relleus mixt   |
| 2023               | Budapest      | 1                | 400m tanques          |
| 2023               | Budapest      | 1                | 4x400m relleus femení |
| 2023               | Budapest      | DNF (Final)      | 4x400m relleus mixt   |
| Campionat d'Europa |               |                  |                       |
| 2022               | Múnic         | 1                | 400m llisos           |
| 2022               | Múnic         | 1                | 400m tanques          |
| 2022               | Múnic         | 1                | 4x400m relleus femení |
| 2024               | Roma          | 1                | 400m tanques          |
| 2024               | Roma          | 1                | 4x400m relleus femení |
| 2024               | Roma          | 3                | 4x400m relleus mixt   |